# Gaflenz
Gaflenz osztrák mezőváros Felső-Ausztria Steyrvidéki járásában. 2019 januárjában 1950 lakosa volt. 

## Elhelyezkedése

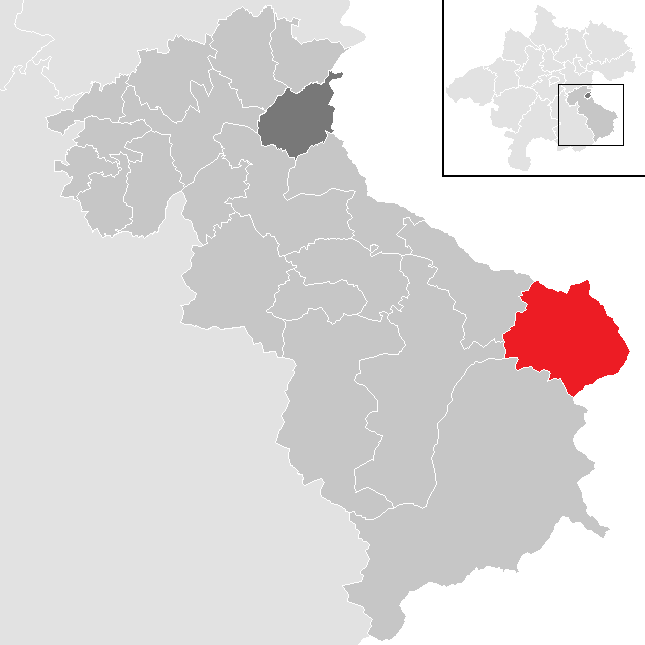
Gaflenz a Steyrkörnyéki járásban

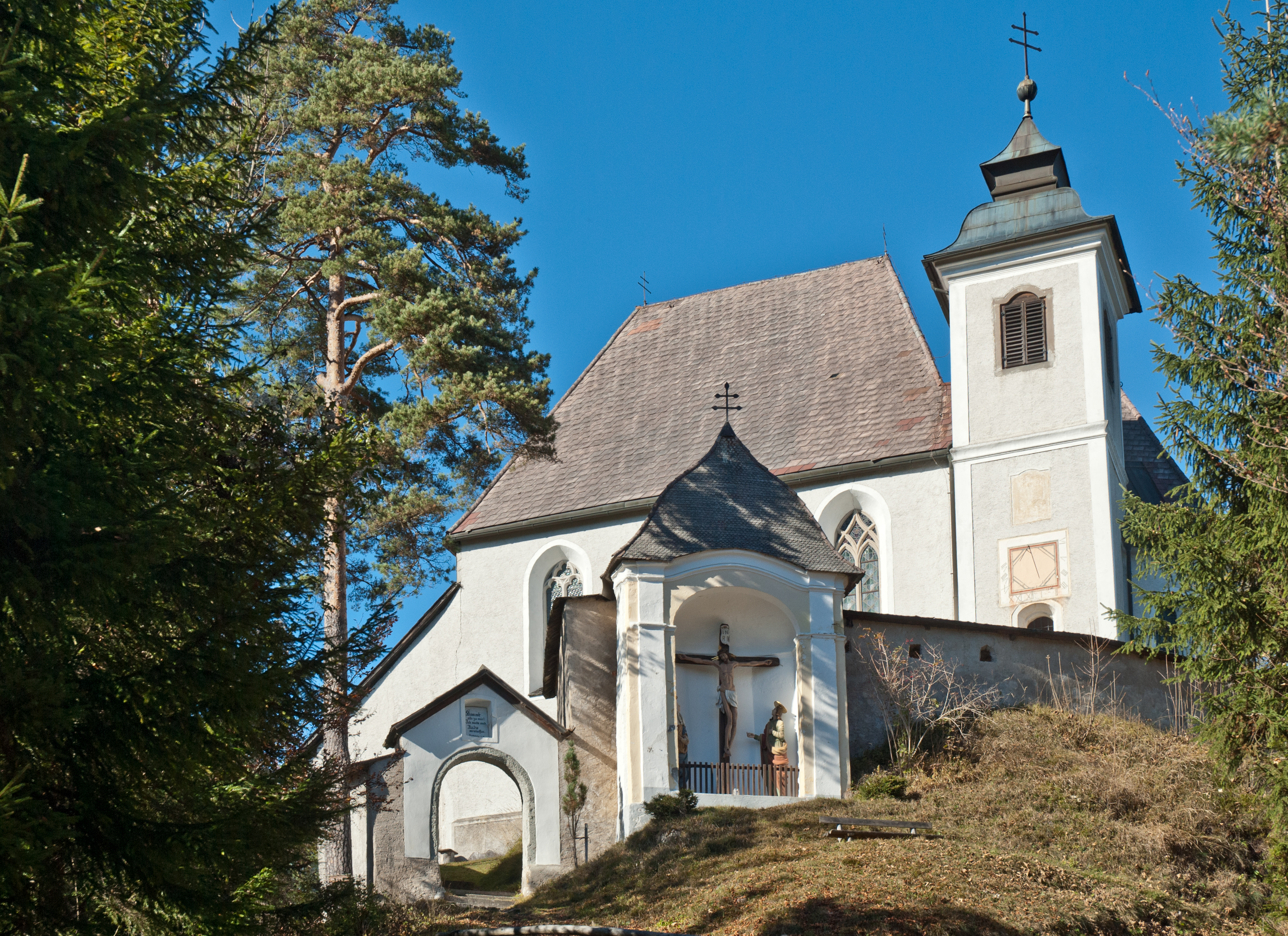
A Szt. Sebaldus-kegytemplom

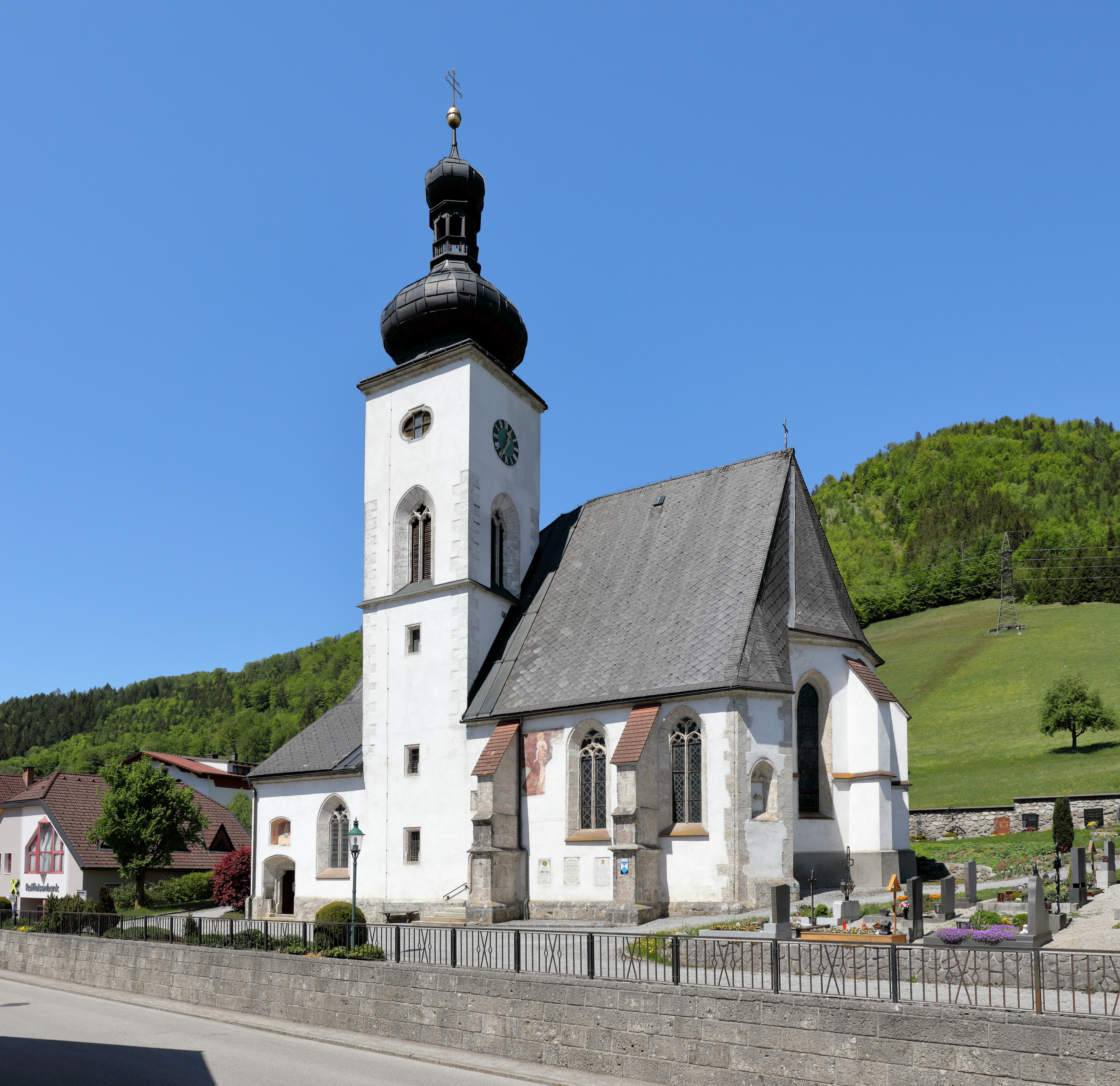
A Szt. András-plébániatemplom

Gaflenz a tartomány Traunviertel régiójában fekszik az Ennstali Elő-Alpokban, az Eisenwurzen tájegységen belül, az alsó-ausztriai határnál, a Gaflenz folyó mentén. Területének 60,2%-a erdő, 35,7% áll mezőgazdasági művelés alatt. Legmagasabb pontja az 1167 méteres Gaflenzer Kaibling. Az önkormányzat 8 településrészt illetve falut egyesít: Breitenau (57 lakos 2019-ben), Gaflenz (759), Großgschnaidt (99), Kleingschnaidt (87), Lindau (128), Neudorf (360), Oberland (192) és Pettendorf (268). 
A környező önkormányzatok: délnyugatra Weyer, nyugatra Großraming, északnyugatra Maria Neustift, északra Waidhofen an der Ybbs, keletre Opponitz, délkeletre Hollenstein an der Ybbs (utóbbi három Alsó-Ausztriában). 

## Története
Gaflenz területe a 12 századig a Bajor Hercegség keleti határvidékéhez tartozott, ekkor azonban Ausztriához került. 1490-től az Enns fölötti Ausztria hercegségének a része. Bécs 1529-es ostromakor portyázó törökök egészen Gaflenzig eljutottak, de az Oberlandnál emelt sánccal sikerült feltartóztatni őket. A védművek maradványai ma is láthatóak.  
A napóleoni háborúk során Gaflenzet több alkalommal megszállták. 
A köztársaság 1918-as kikiáltása után a mezőváros Felső-Ausztria tartományhoz került. Miután a Német Birodalom 1938-ban bekebelezte Ausztriát, az Oberdonaui gauba sorolták be. A második világháború után, a függetlenség visszaállításával, ismét Felső-Ausztria része lett. 

## Lakosság
A gaflenzi önkormányzat területén 2019 januárjában 1950 fő élt. A lakosságszám 1961 óta gyarapodó tendenciát mutat. 2017-ben a helybeliek 95,8%-a volt osztrák állampolgár; a külföldiek közül 0,8% a régi (2004 előtti), 1,4% az új EU-tagállamokból érkezett. 0,5% a volt Jugoszlávia (Szlovénia és Horvátország nélkül) vagy Törökország, 1,4% egyéb országok polgára volt. 2001-ben a lakosok 96,9%-a római katolikusnak, 1,5% pedig felekezeten kívülinek vallotta magát. Ugyanekkor a német mellett (97,6%) a legnagyobb nemzetiségi csoportot a horvátok alkották 1,7%-kal.
A népesség változása:

| 2016 | 1 924 |
| 2018 | 1 954 |

## Látnivalók
- a Szt. Sebaldus-kegytemplom gótikus épülete a 782 m-es Heiligenstein csúcsán az egyetlen ausztriai templom, amelyet Nürnbergi Szt. Sebaldus emlékének szenteltek és megtalálható a mezőváros címerében is.
- a késő gótikus Szt. András-plébániatemplom
- a műemléki védettségű volt Szőlő-fogadó

## Fordítás
- Ez a szócikk részben vagy egészben  a   Gaflenz című német Wikipédia-szócikk ezen változatának fordításán alapul.  Az eredeti cikk szerkesztőit annak laptörténete sorolja fel. Ez a jelzés csupán a megfogalmazás eredetét és a szerzői jogokat jelzi, nem szolgál a cikkben szereplő információk forrásmegjelöléseként.